# Zenithoptera viola
Zenithoptera viola е вид водно конче от семейство Libellulidae. Видът не е застрашен от изчезване.

## Разпространение и местообитание
Разпространен е в Бразилия, Венецуела, Парагвай и Френска Гвиана.
Обитава гористи местности, езера, блата, мочурища и тресавища.